# 塞尔维亚的阿拉伯人
塞爾維亞的阿拉伯人，多数是來自阿拉伯國家的侨民，特别是黎巴嫩、叙利亞、巴勒斯坦、伊拉克、约旦，和一些來自埃及、阿爾及利亞、突尼西亞、利比亞及蘇丹的移民。黎巴嫩人和叙利亞人最早來到。作为阿拉伯之春和叙利亚内战的后果，许多人是難民和或非法移民，目標是移民西歐。

## 伊拉克人
塞爾維亞的多數伊拉克人是三十多年前来到这里读大学的，已在这里工作和组建家庭，他們認為塞爾維亞是友善和兄弟般的國家。

## 叙利亞人
在2013年上半年，432個叙利亞人申請庇護。

## 文化
他們多数是穆斯林或东方基督教徒。